# Convocation des états généraux de 1789
 (janvier 2016).

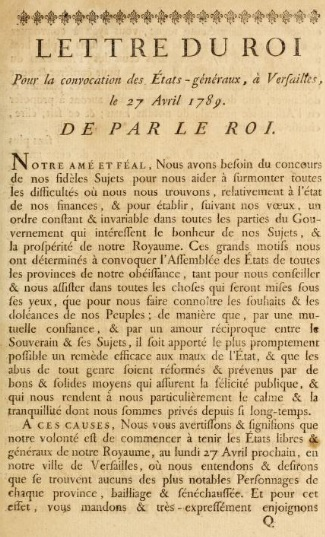
Lettre du roi pour la convocation des États-généraux, à Versailles, le 27 avril 1789.

La formation ou convocation des états généraux, est l'ensemble des actions requises pour assurer le succès des États généraux. Cette durée fut consacrée au recueil d'informations sur les états de 1614, à la publication des directives à partir de janvier 1789, puis à leur mise en application sur tout le territoire, puisqu'il était entendu que l'habitant le plus éloigné de toutes les provinces aurait la possibilité de faire entendre sa voix, dans la mesure toutefois où il était soumis à l'impôt.

## Contenu
ETATS GÉNÉRAUX

PRÉLIMINAIRES

RÉSULTAT DU CONSEIL D'ÉTAT DU ROI

Tenu à Versailles le 27 décembre 1788.

Le roi ayant entendu le rapport qui a été fait dans son conseil par le ministre de ses finances, relativement à la convocation prochaine des Etats généraux, Sa majesté en a adopté les principes et les vues, et elle a ordonné ce qui suit : 
1. Que les députés aux prochains Etats généraux seront au moins au nombre de mille;
2. Que ce nombre sera formé, autant qu'il sera possible, en raison composée de la population et des contributions de chaque bailliage ;
3. Que le nombre des députés du tiers-état sera égal à celui des deux ordres réunis, et que cette proportion sera établie par les lettres de convocation;
4. Que ces décisions préliminaires serviront de base aux travaux nécessaires pour préparer sans délai les lettres de convocation, ainsi que les autres dispositions qui doivent les accompagner;
5. Que le rapport fait à Sa Majesté sera imprimé à la suite du présent résultat.

Fait à Versailles, le roi étant en son conseil, le 27 décembre 1788. 

Signé Laurent de VILLEDEUIL 

RAPPORT FAIT AU ROI, DANS SON CONSEIL, PAR LE MINISTRE DES FINANCES (Necker), le 27 décembre 1788. 

Nota. Ce document est inséré dans l'Introduction de Thuau-Granvillequi précède. —Voy. plus haut, page 489. 

ARRÊT DU CONSEIL D'ÉTAT DU ROI

Portant nomination de commissaires pour régler, en conséquence du résultat du conseil du 27 décembre dernier, ce qui a rapport à la convocation des Etats généraux.

Du 4 janvier 1789. 

Extrait des registres du conseil d'Etat. 

Le roi, voulant hâter, autant qu'il est possible, l'expédition des lettres de convocation pour l'assemblée prochaine des Etats généraux de son royaume, et désirant régler tout ce qui a rapport aux élections, conformément aux proportions établies par le résultat de son conseil le 27 décembre dernier, et de manière à prévenir, par des décisions régulières, les difficultés qui pourraient naître de différentes circonstances et de plusieurs prétentions qui se sont déjà manifestées ; Sa Majesté, avant de prononcer sur les points qu'il est nécessaire de fixer, a jugé à propos d'en confier l'examen à des magistrats de son conseil, et elle a résolu de suivre la même marche relativement aux questions qui pourraient se présenter successivement concernant cet important objet. A quoi voulant pourvoir : ouï le rapport, le roi étant en son conseil, a nommé et nomme les sieurs de La Michodière, d'Ormesson, Vidaud de la Tour et de La Galaizière, conseillers d'Etat, pour, au rapport du sieur Valdec de Lessart, maître des requêtes, que Sa Majesté a pareillement nommé, prendre connaissance des différents objets relatifs à l'assemblée des Etats généraux, qui leur seront renvoyés de la part de Sa Majesté, à l'effet d'y être par elle statué en son conseil, en présence ét de l'avis desdits sieurs commissaires, et au rapport dudit sieur Valdec de Lessart. 

Fait au conseil d'Etat du Roi, Sa Majesté y étant, tenu à Versailles le 4 janvier 1789.

Signé Laurent de VILLEDEUIL 

LETTRE DU ROI, pour la convocation des Etats généraux à Versailles, 26 avril 1789 (1). 

Du 24 janvier 1789. 

DE PAR LE ROI. 

NOTRE AMÉ ET FÉAL, nous avons besoin du concours de nos fidèles sujets pour nous aider à surmonter toutes les difficultés où nous nous trouvons, relativement à l'état de nos finances, et pour établir, suivant nos vœux, un ordre constant et invariable dans toutes les parties du gouvernement qui intéressent le bonheur de nos sujets et la prospérité de notre royaume. Ces grands motifs nous ont déterminé à convoquer l'assemblée des Etats de toutes les provinces de notre obéissance, tant pour nous conseiller et. nous assister dans tontes les choses qui nous seront mises sous les yeux, que pour faire connaître les souhaits et les doléances de nos peuples : de manière que, par une mutuelle confiance et par un amour réciproque entre le souverain et ses sujets, il soit apporté le plus promptement possible un remède efficace aux maux de l'Etat, et que les abus de tout genre soient réformés et prévenus par de bons et solides moyens qui assurent la félicité publique, et qui nous rendent à nous, particulièrement, le calme et la tranquillité dont nous sommes privé depuis si longtemps. 

A CES CAUSES, nous vous avertissons et signifions que notre volonté est de commencer à tenir les Etats libres et généraux de notre royaume, au lundi 27 avril prochain, en notre ville de Versailles, où nous entendons et désirons que se trouvent aucuns des plus notables personnages de chaque province, bailliage et sénéchaussée. Et pour cet effet vous mandons et très-expressément enjoignons qu'incontinent, la présente reçue, vous ayez à convoquer et assembler en notre ville de dans le plus bref temps que faire se pourra tous ceux des trois Etats du bailliage (ou sénéchaussée de...) pour conférer et pour communiquer ensemble, tant des remontrances, plaintes et doléances, que des moyens et avis qu'ils auront à proposer en l'assemblée générale de nosdits Etats; et ce fait, élire, choisir et nommer sans plus de chaque ordre, tous personnages dignes de cette grande marque de confiance, par leur intégrité et par le bon esprit dont ils seront animés : lesquelles convocations et élections seront faites dans les formes prescrites pour tout le royaume par le règlement annexé aux présentes lettres; et seront lesdits députés munis d'instructions et pouvoirs généraux et suffisants pour proposer, remontrer, aviser et consentir tout ce qui peut concerner les besoins de l'Etat, la réforme des abus, l'établissement d'un ordre fixe et durable dans toutes les parties de l'administration, la prospérité générale de notre royaume, et le bien de tous et chacun de nos sujets : les assurant que de notre part ils trouveront toute volonté et affection pour maintenir et faire exécuter ce qui aura été concerté entre nous et lesdits Etats, soit relativement aux impôts qu'ils auront consentis, soit pour l'établissement d'une règle constante dans toutes les parties de l'administration et de l'ordre public; leur promettant'de demander et d'écouter favorablement leurs avis sur tout ce qui peut intéresser le bien de nos peuples, et de pourvoir sur les doléances et propositions qu'ils auront faites, de telle manière que notre royaume, et tous nos sujets en particulier, ressentent pour toujours les effets salutaires qu'ils doivent se promettre d'une telle et si notable assemblée. 

DONNÉ à Versailles, le vingt-quatre janvier mil sept quatre-vingt-neuf. 

Signé LOUIS, et plus bas : Laurent de VILLEDEUIL 

RÈGLEMENT fait par le roi pour l'exécution de ses lettres de convocation aux Etats généraux.

Du 24 janvier 1789. 

Nota. Ce règlement est inséré t» extenso fans I'Intro-duction de Thuau-Granville qui précède. — Voy. plus haut, page 544.

(1) Cette lettre fut adressée à tous les gouverneurs des provinces.

## Consensus graduel autour de la convocation
Au cours du XVIIIe siècle, la difficulté puis l'impossibilité de remédier en particulier à l'état désastreux des finances avait suggéré à certains que le remède ne pouvait venir que de la réunion d'États provinciaux et d'États généraux. La disgrâce de Turgot, l'ampleur des dépenses liées à la guerre d'indépendance des États-Unis, la volonté des Parlements d'abaisser l'autorité royale sont également des facteurs qui s'associent à la crise économique commencée en 1786, aggravant la misère d'une population durement éprouvée par la mauvaise récolte de 1788 due aux orages d'été et l'hiver rigoureux de 1788-1789. Les écrits de Malesherbes sont à cet égard très instructifs en particulier les « Remontrances de la Cour des Aides de 1775 ».
Le mot « révolution » était également employé sans ajouter aux troubles des esprits ou des populations. Il faut cependant veiller à l'interpréter en évitant l'anachronisme.
Même les ordres privilégiés, par principe hostiles à toute innovation mais confiants en leur suprématie, ne voyaient pas dans cette opération une menace, mais au contraire l'occasion de conforter durablement les principes essentiels de la société, principes soumis à un travail de sape toujours croissant.
Cependant le roi, contrarié par les parlements, prit bien soin d'interdire aux conseillers toute intervention judiciaire dans la mise en œuvre de la convocation. (Article 51 — Résultat du Conseil du 27 décembre 1788).
En 1787, l'idée d'états généraux est déjà évoquée dans quelques édits ou arrêts du Conseil, mais restant sans suite, on en venait à penser à une tactique de diversion.
Cette idée prend de la consistance tout au long de l'année suivante et c'est à la date de l'arrêt du Conseil du 5 juillet 1788 qu'Armand Brette assigne le déclenchement de la convocation considérée comme un long processus. Cet arrêt permet d'apprécier les intentions royales et la lucidité du roi sur les difficultés à ne pas négliger pour que ces intentions se concrétisent. Ces difficultés provenaient principalement du défaut de connaissance unifiée des rouages politiques, c'est-à-dire sur la diversité autant que le flou des statuts des provinces (par exemple celles conquises depuis 1614) et aussi sur les agents aptes localement à garantir la légitimité des opérations, en particulier des élections des députés.
Ce n'est donc aucunement les états qui embarrassent le roi, mais la convocation proprement dite. Le 5 juillet 1788, il fait appel aux lumières du pays et ordonne des recherches dans les archives :
« Sa Majesté cherchera toujours à se rapprocher des formes anciennement usitées ; mais lorsqu'elles ne pourront être constatées, Elle ne veut suppléer au silence des anciens monuments qu'en demandant, avant toute détermination, le vœu de ses sujets, afin que leur confiance soit plus entière dans une assemblée vraiment nationale, par sa composition comme par ses effets. »
Concrètement les Archives nationales conservent un grand nombre de mémoires adressés au roi pour satisfaire son vœu d'une « assemblée aussi nationale et aussi régulière qu'elle doit l'être » et en même temps « l'assemblée d'une grande famille ayant pour chef le père commun. » Ces mémoires devaient s'appuyer sur les archives des greffes des villes et des juridictions, puis être validés par les états provinciaux.
Dès le 8 août et sans attendre ces informations, le roi fixe l'ouverture au 1er mai 1789 en soulignant qu'il « jouit d'avance du consolant espoir de voir les jours sereins et tranquilles succéder à des jours d'orage et d'inquiétude. »
Pour se prémunir encore de difficultés imprévues, le roi convoque l'Assemblée des notables le 3 novembre.

## Théorie de la convocation
Si le projet fait l'unanimité — au moins tant que ses conditions restent imprécises — et si le principe en est connu, l'administration royale est dépourvue de toute expérience de mise en œuvre. Quelle est la situation à l'issue de la phase de recours à la mémoire-même du pays en vue des plus grandes garanties du succès ?
Constitutionnellement, la convocation est un « acte royal » ; cela importera par la suite lors de l'opération d'enregistrement des lettres royales de janvier 1789.
C'est de surcroît un acte relevant de l'administration judiciaire, au sens où, en absence de séparation des pouvoirs et en dépit de l'interdiction faite aux parlements, la structure judiciaire est seule apte et compétente pour son exécution. Sans que cela soit explicité par le roi, c'est assurément faute de tout autre voie possible qu'il doit confier le succès de l'entreprise à la toute première cause d'embarras dans son royaume, de plus pour entendre les doléances essentielles de ses sujets. Dans sa lettre du 8 août 1788 relativement brève, il consacre un paragraphe à la question de l'éloignement des justiciables et des juges.
Sur l'intérêt de réunir les représentants du pays, on ne peut prendre en défaut Louis XVI ou les textes de ses ministres, il n'y a pas l'ombre d'une duplicité, d'un compromis indispensable, d'un atermoiement judicieux. Cette pureté d'intention se retrouvera en filigrane des multiples difficultés ultérieures, par exemple, les députés décédés avant l'ouverture des États ou pendant leur tenue devront être remplacés et cela uniquement par de nouvelles élections.
Les États généraux de 1789 seront donc les seuls où la représentativité des députés assurée par la « liberté des suffrages » sera posé comme un impératif incontestable. Ainsi, il n'y aura malgré les sollicitations aucun membre de droit, le roi renonçant contre la tradition à son « droit d'exclusion » des députés qu'il jugerait indigne. Cet impératif sera confirmé et explicité dans le Règlement royal du 24 janvier 1789 et les décisions qui suivront jusqu'à l'ouverture des états ; nombreux étant ceux qui chercheront dans les faiblesses des textes plutôt que de leur esprit à dévoyer les instructions royales.

## Règlements de la convocation
Le 19 décembre 1788, il est fait état de « la nécessité urgente de faire expédier les lettres de convocation ».
Le 27 décembre 1788, un important rapport de Necker accompagne et motive les cinq brefs articles du « Résultat du conseil d'État du Roi, tenu à Versailles » à cette date.
Brefs, mais déterminants, ces articles ordonnent que : 
- les états réuniront au moins mille députés ;
- ces députés seront en proportion de la « population et des contributions de chaque bailliage » ;
- «… le nombre des députés du tiers état sera égal à celui des deux autres ordres réunis et que cette proportion sera établie par les lettres de convocation. »

Les mémoires provinciaux reçus et intégrés, l'étape essentielle est atteinte le 24 janvier de la nouvelle et prometteuse année. Commençant par le moins complexe, le roi mobilise comme avant-garde les gouverneurs des dix-neuf généralités dites d'élection : Alençon, Amiens, Auch, Bordeaux, Bourges, Caen, Châlons, Limoges, Lyon, Montauban, Moulins, Orléans, Paris, Poitiers, Riom, La Rochelle, Rouen, Soissons, Tours.
Le roi rappelle l'objectif assigné aux futurs états :
« Nous avons besoin du concours de nos fidèles sujets pour nous aider à surmonter toutes les difficultés où nous nous trouvons, relativement à l'état de nos finances, et pour établir, suivant nos vœux, un ordre constant et invariable dans toutes les parties du gouvernement qui intéressent le bonheur de nos sujets et la prospérité de notre royaume » et plus loin le roi invite à travailler à « l'établissement d'un ordre fixe et durable dans toutes les parties de l'administration. » Lettre du Roi pour la convocation des états généraux à Versailles le 27 avril 1789, préambule des 51 articles du Règlement général du 24 janvier 1789.
Ce règlement fixe les dispositions essentielles réglant les élections et rédactions successives de cahiers de doléances jusqu'à leur présentation à Versailles. Divers compléments et correctifs mineurs seront nécessaires pour que le désir du roi soit réellement satisfait face à l'opposition de nombre de détenteurs de privilèges.
Le règlement du 24 janvier 1789 destiné d'abord aux généralités citées est adapté aux situations particulières rencontrées dans le reste du territoire ; les points essentiels sont les suivants :
1. Les bailliages et sénéchaussées sont les circonscriptions électorales du plus haut niveau, donc avant Versailles ; leurs assemblées devront se tenir avant le 16 mars ;
2. Des bailliages sont dits « secondaires » quand ils sont de moindre importance ou de moindre ancienneté ; ils forment un niveau intermédiaire d'élection ;
3. Les ordres tiennent des assemblées distinctes, en principe ;
4. Les députés des ordres privilégiés sont généralement élus au suffrage direct ; ceux du tiers état par un scrutin indirect, à deux degrés[6]
5. Les paroisses et communautés de campagne « ayant un rôle séparé d'impositions » sont invitées à rédiger un « cahier de leurs plaintes et doléances » ;
6. Participent aux élections des représentants du tiers état (« députés ») les hommes et femmes âgés de plus de 25 ans et « compris au rôle des impositions » ; ces « députés » de premier niveau élisent ensuite « par réduction » les députés qui participeront aux états généraux[6] ;
7. Les élections sont organisées dans les villes par corporation « arts et métiers » ou « arts libéraux » ; la ville a un nombre de députés fixé par une annexe au règlement ;
8. Hors corporations, le nombre de représentants (« députés ») est de un ou deux pour cent des électeurs présents (ce n'est qu'un ordre de grandeur) ;
9. La proportion est analogue dans les paroisses rurales mais en proportion des « feux » (foyers) et non des électeurs individuels ;
10. À la dernière étape au chef-lieu du bailliage ou équivalent, les divers représentants élisent leurs députés pour Versailles : la condition de base est d'avoir une voix au-dessus de la moitié des suffrages, sinon une autre procédure doit être suivie dans la limite de trois tours d'élection, l'âge départageant les candidats en cas d'égalité au troisième tour.

On remarque que certaines femmes sont admises à voter : dans la noblesse, celles qui possèdent un fief, dans le clergé, celles qui font partie d'une communauté religieuse, dans le tiers état, celles qui dirigent une entreprise, dans les villes, les membres des corporations. En 1789, c'est la dernière fois que des femmes sont électrices avant 1945. Néanmoins, aucune femme ne fut élue députée.
Finalement, « les états généraux reflètent très inégalement la composition de la société de l'Ancien régime. Les députés du clergé et de la noblesse, représentant un demi million de nobles et de prêtres, sont aussi nombreux que ceux du tiers état qui représentent 24 millions de Français. En tout, les trois ordres comptent 1196 députés, dont 598 issus du tiers état, 308 députés du clergé et 290 députés de la noblesse ».
On remarque que le terme « député » s'applique indistinctement aux élus d'une paroisse et aux députés chargés des doléances ultimes ; que le terme « députation » intervient également pour désigner un groupe de quatre députés ; que le terme « feux » est d'une ambiguïté rare...
Le roi et ses agents de confiance ne veulent pas masquer l'imperfection de cette exceptionnelle convocation : 
« Cependant le respect pour les anciens usages et la nécessité de les concilier avec les circonstances présentes, sans blesser les principes de la justice, ont rendu l'ensemble de l'organisation des prochains États généraux, et toutes les dispositions préalables, très difficiles et souvent imparfaites. »
Mais le roi est si ferme dans son optimisme qu'il confie par avance à l'assemblée prévue en mai « le soin de remédier aux inégalités qu'on n'a pu éviter, et de préparer pour l'avenir un système plus parfait. » puisqu'il n'y accueillera nécessairement que « les hommes d'un esprit sage » auxquels chacun de ses sujets aura donné la préférence.

## Mise en œuvre
La mise en œuvre des convocations et le processus de désignation des députés se heurte à de très nombreuses difficultés, et donnent lieu à un contentieux abondant : circonscriptions (bailliages et sénéchaussées) historiquement mal définies, règlement imprécis et complexe mal compris aussi bien par les destinataires qui doivent le mettre en œuvre que par les autorités chargées d'éclairer les destinataires sur les interprétations à en donner ;  lutte de pouvoirs entre différents acteurs revendiquant le droit de convoquer les assignataires et les communautés appelées à s'exprimer, puis entre les acteurs devant présider les assemblées préparatoires.